# 孝昭王
孝昭王（687年—702年）；姓金名理洪，一作理恭，是新罗第三十二代君主，神文王子，母神穆王后金氏（一吉飡金欽運之女）。六歲即位，在位十一年，諡孝昭，無嗣，弟圣德王繼位，葬孝昭王於望德寺東（今道只府東二十里）。